# سلسلة الجيل القادم 2011–12
سلسلة الجيل القادم 2011–12 هو الموسم 1 من NextGen Series ‏. أقيم خلال الفترة 17 أغسطس 2011 وحتى 25 مارس 2012، وأشرف على تنظيمه الاتحاد الأوروبي لكرة القدم، وكان عدد الأندية المشاركة فيه 16، وفاز فيه إنتر ميلان.